# البحرين في الألعاب البارالمبية الصيفية 2012
تنافست البحرين في دورة الألعاب البارالمبية الصيفية 2012 في لندن عاصمة المملكة المتحدة في الفترة من 29 أغسطس إلى 9 سبتمبر 2012.

## ألعاب القوى

### الرجال
| الرياضي    | المسابقة        | المسافة | النقاط | الترتيب |
| ---------- | --------------- | ------- | ------ | ------- |
| أحمد مشيمع | رمي الجلة 37-38 | 13.52   | —      | 9       |
| أحمد مشيمع | رمي القرص 37-38 | 40.21   | 859    | 11      |

### السيدات
| الرياضية   | المسابقة              | المسابقة | النقاط | الترتيب |
| ---------- | --------------------- | -------- | ------ | ------- |
| فاطمة نظام | رمي القرص 51-53       | 9.83     | 375    | 8       |
| فاطمة نظام | رمي الرمح 33-34/52-53 | 6.07     | —      | 13      |